# Lijst van brutoformules E
Dit lemma is onderdeel van de lijst van brutoformules. Dit lemma behandelt de brutoformules van Er (erbium) tot Eu (europium).

## Er
| Brutoformule                         | Gewone formule                | Naam |
| ------------------------------------ | ----------------------------- | --- |
| {\displaystyle {\ce {Er}}}           | {\displaystyle {\ce {Er}}}    | Erbium |
| {\displaystyle {\ce {Er}}}-isotopen  | {\displaystyle {\ce {Er}}}    | Isotopen van erbium 143Er · 144Er · 145Er · 146Er · 147Er · 148Er · 149Er · 150Er · 151Er · 152Er 153Er · 154Er · 155Er · 156Er · 157Er · 158Er · 159Er · 160Er · 161Er · 162Er 163Er · 164Er · 165Er · 166Er · 167Er · 168Er · 169Er · 170Er · 171Er · 172Er 173Er · 174Er · 175Er · 176Er · 177Er |
| {\displaystyle {\ce {Er}}}-mineralen | {\displaystyle {\ce {Er}}}    | Erbiumhoudend mineraal |
| {\displaystyle {\ce {Er2O3}}}        | {\displaystyle {\ce {Er2O3}}} | Erbium(III)oxide |

## Es
| Brutoformule                        | Gewone formule             | Naam |
| ----------------------------------- | -------------------------- | --- |
| {\displaystyle {\ce {Es}}}          | {\displaystyle {\ce {Es}}} | Einsteinium |
| {\displaystyle {\ce {Es}}}-isotopen | {\displaystyle {\ce {Es}}} | Isotopen van einsteinium 240Es · 241Es · 242Es · 243Es · 244Es · 245Es · 246Es · 247Es · 248Es · 249Es 250Es · 251Es · 252Es · 253Es · 254Es · 255Es · 255Es · 257Es · 258Es |

## Eu
| Brutoformule                         | Gewone formule                | Naam |
| ------------------------------------ | ----------------------------- | --- |
| {\displaystyle {\ce {Eu}}}           | {\displaystyle {\ce {Eu}}}    | Europium |
| {\displaystyle {\ce {Eu}}}-isotopen  | {\displaystyle {\ce {Eu}}}    | Isotopen van europium 130Eu · 131Eu · 132Eu · 133Eu · 134Eu · 135Eu · 136Eu · 137Eu · 138Eu · 139Eu 140Eu · 141Eu · 142Eu · 143Eu · 144Eu · 145Eu · 146Eu · 147Eu · 148Eu · 149Eu 150Eu · 151Eu · 152Eu · 153Eu · 154Eu · 155Eu · 156Eu · 157Eu · 158Eu · 159Eu 160Eu · 161Eu · 162Eu · 163Eu · 164Eu · 165Eu · 166Eu · 167Eu |
| {\displaystyle {\ce {Eu}}}-mineralen | {\displaystyle {\ce {Eu}}}    | Europiumhoudende mineralen |
| {\displaystyle {\ce {Eu2O3}}}        | {\displaystyle {\ce {Eu2O3}}} | Europium(III)oxide |